# Ромашкино (Каракулинський район)
Рома́шкино (рос. Ромашкино, удм. Ромашкино) — присілок у складі Каракулинського району Удмуртії, Росія.
Населення — 40 осіб (2010; 50 у 2002).
Національний склад:
- росіяни — 94 %